# Bükki szerecsenboglárka
A  bükki szerecsenboglárka  (Aricia artaxerxes) a boglárkalepkefélék (Lycaenidae) családjába, a boglárka-rokonúak (Polyommatini) nemzetségébe sorolt Aricia nem egyik faja.
A Bükki Nemzeti Park rovarvilágának kiemelkedően értékes tagja.
Védett, a Vörös Könyvben szerepel.  Védetté nyilvánításának éve: 1982.

## Elterjedése
Szubendemikus lepkefaj.
Egész Európában szórványosan elterjedt.
A Kárpátoktól a Balkán-félszigetig, Kis-Ázsiában  pedig egy-két helyen fordul elő. Angliában, és Skandináviában a törzsalak, az Aricia artexerxes artaxerxes honos, a hibrid Artaxerxes inhonora pedig az egész Óvilágban. Az Alpokban az Aricia artaxerxes allous, a Mediterráneum nyugati részében az Aricia artaxerxes montensis terjedt el.
Magyarországon csak a Bükkben, Bánkúton, és a Jósvafő melletti Haragistyán él.

## Megjelenése
Méret: 30–36 mm.
Csak a felszíni narancssárga foltok tekintetében változékony.
Mindkét ivar szárnyainak felszíne feketésbarna, vagy majdnem fekete, a vörös szalag a hímeken redukált, főleg csak a hátsó szárnyon van 1-4 apró vörös folt. 
A hazai nőstények vörös foltsora gyakran teljes. Mindkét ivar fonákján a szemfoltok kisebbek, a hátsó szárny töve kékes behintésű, a hím fonákja szürke, vagy halvány kávébarna, a nőstényé pedig sárgásbarna. Mindkét ivar belső ívfoltjai tompák, aprók. A szárny színén lévő narancssárga foltok tekintetében mutatkozhat némi változékonyság. 
Az elülső szárny felső szegélyének hossza 12–14 mm. A hím elülső szárnya keskeny, hegyes, a nőstényé lekerekített. Mindkét ivar szárnyainak felszíne feketésbarna. Elülső szárnyukon a sejtvégi folt jól látható. A hátulsó szegélyterében a narancssárga szalag redukálódott. A hím fonákja szürke, a nőstényeké barnás árnyalatú. A szárnyak felszínén a narancssárga foltok, a példányok felénél egyetlen apró foltocskára korlátozódik, vagy teljesen hiányzik. Olykor szürkésfekete példányok is előkerülnek. Egyetlen nemzedéke repül június végétől augusztus elejéig.

## Élőhelye, tápnövényei
Sztyeppék, gyepek. Pusztafüves lejtősztyepp, erdősztyepprétek, hegyvidéki gyepek, mészkedvelő sziklagyepek.
Hernyójának tápnövénye a napvirágfajok (Helianthemum spp.), a gólyaorr fajok, különösen a piros gólyaorr, és a bürökgémorr.

## Szaporodása
A hímek territóriumot tartanak, de táplálkozni kihúzódnak az utak, vágások szélére és a napsütötte ösvényeken tömegesen táplálkoznak. 
A nőstények petéiket a hernyó tápnövényére rakják. A növénytől nem repülnek nagy távolságra.
A hernyó világoszöld, hátán sötétzöld hosszanti vonal fut végig.
Mirmikofil életmódot folytat, nem kötődik specifikusan a őt őrző hangyafajokhoz, a populációkban kevésbé érvényesülnek a sztochasztikus hatások, mivel a hernyók áttelelése nem függ a hangyagazdáktól.
Hangyagazdáiról nincs autentikus kárpát-medencei adat.
Imágója július elejétől augusztus végéig repül, a rajzási csúcs július közepe.

## Hasonló fajok
A Gólyaorr szerecsenboglárkához a felülről teljesen egyszínű példányok hasonlítanak, de ezek hátsó szárnyfonákján tőtéri kék színű behintés látható.
A Szalagos szerecsenboglárkánál nagyobb méretű, a szegélyén lévő vörös foltok kisebbek és jóval fakóbbak, vagy hiányoznak. A fonák alapszíne kávébarna vagy szürke.

## Képgaléria

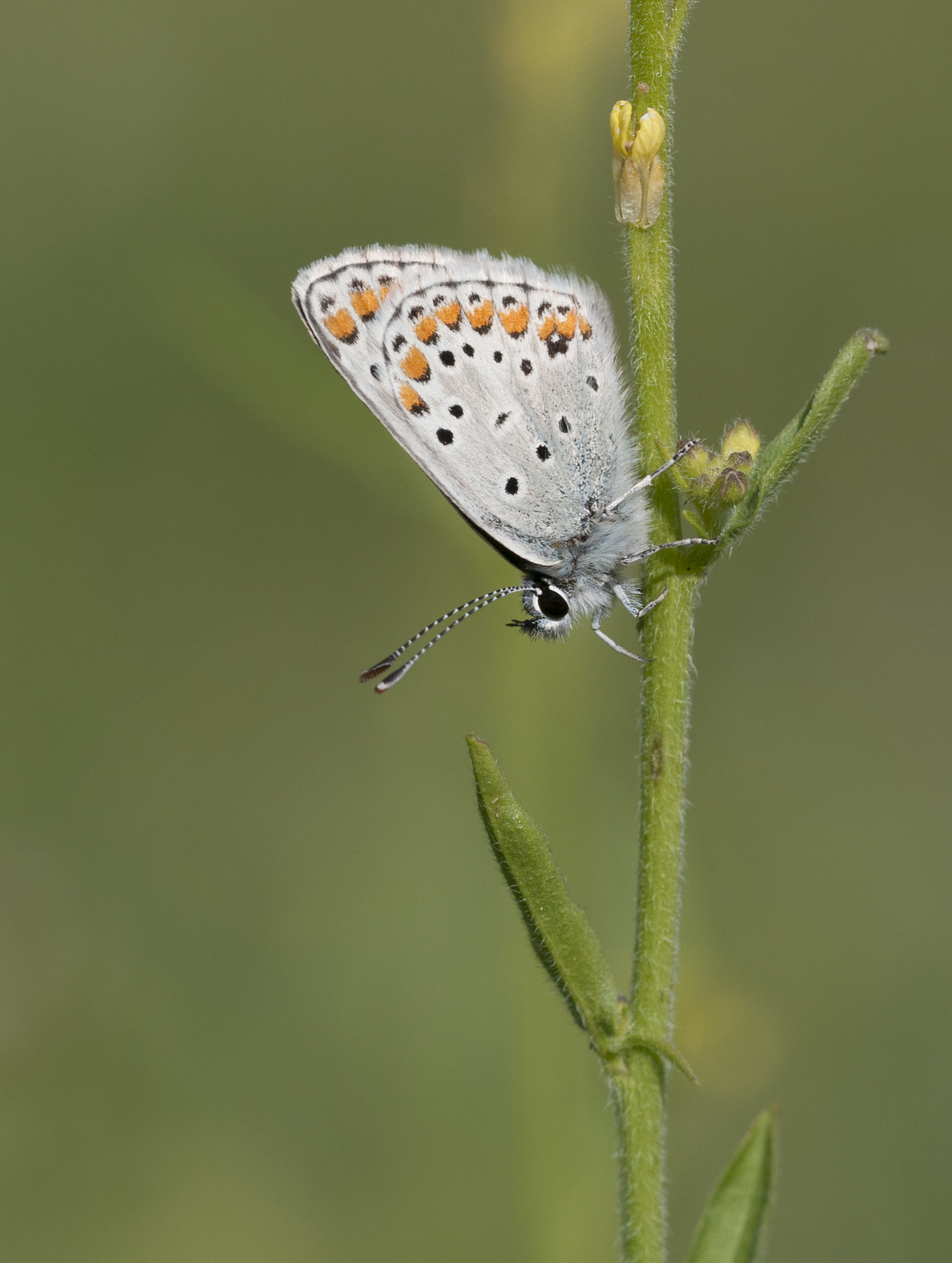
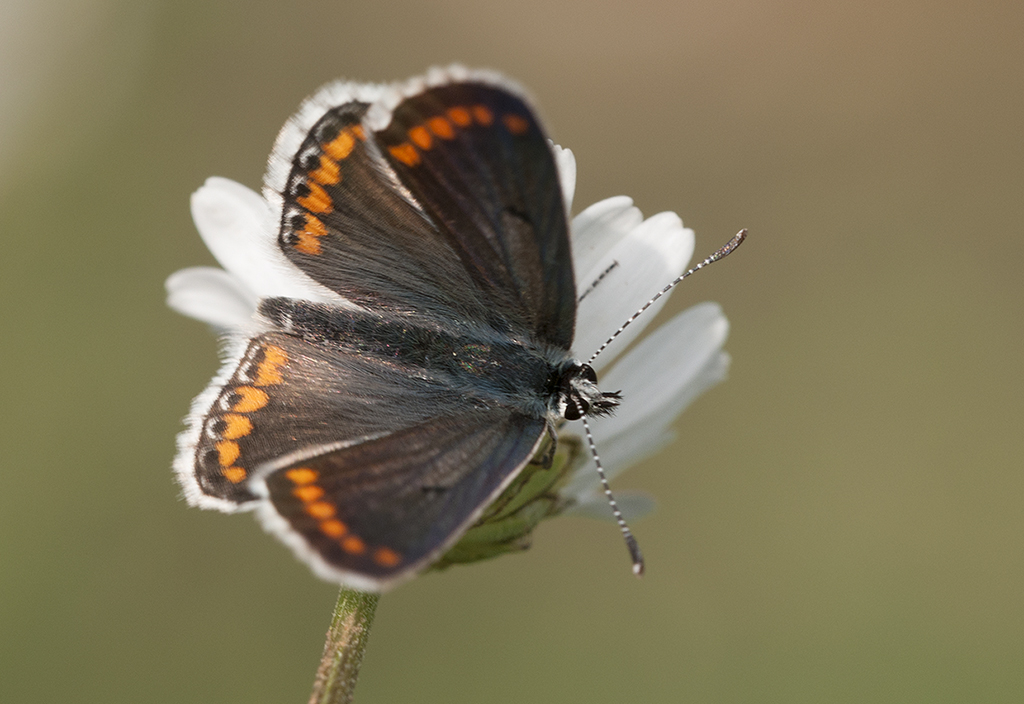
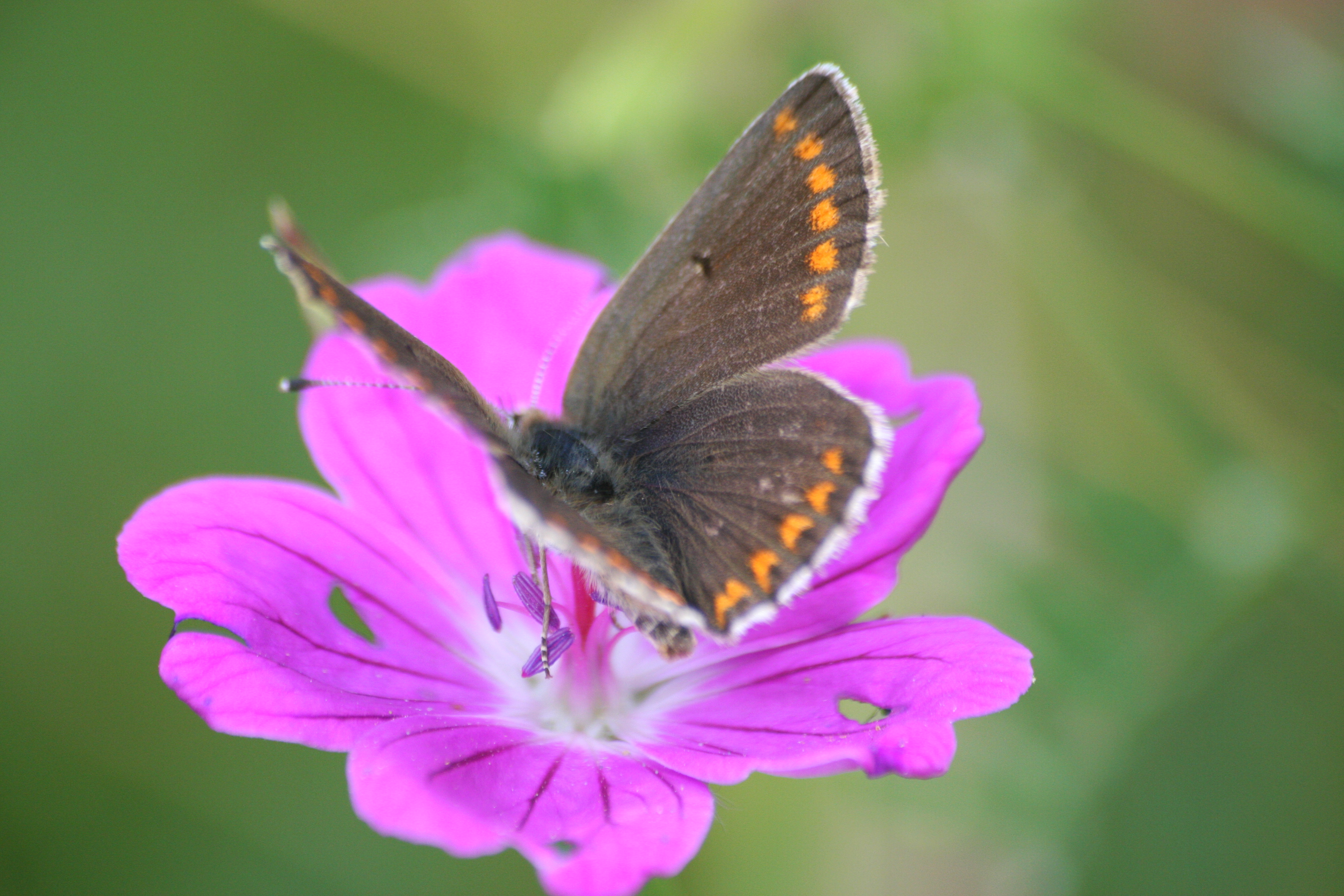
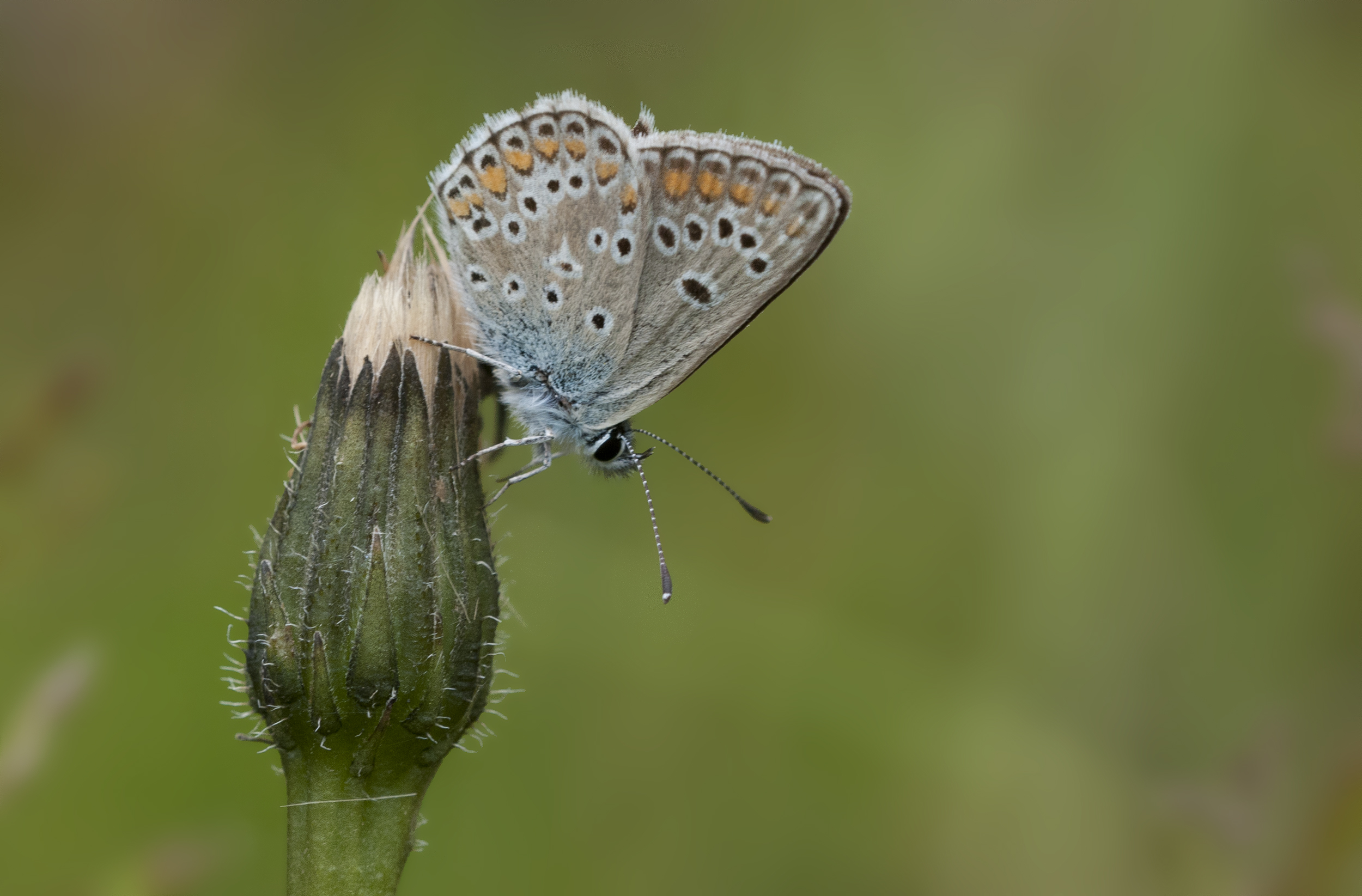
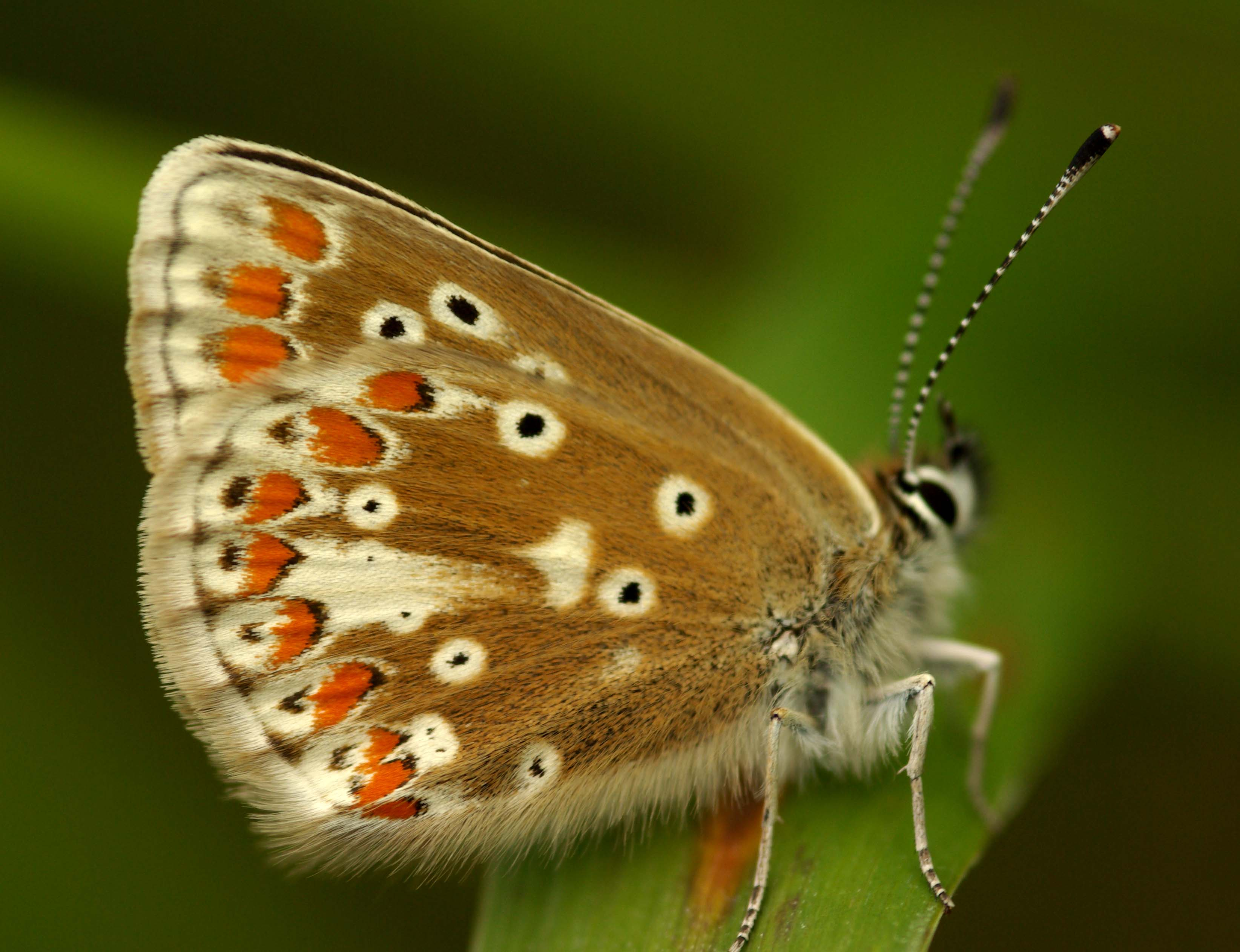
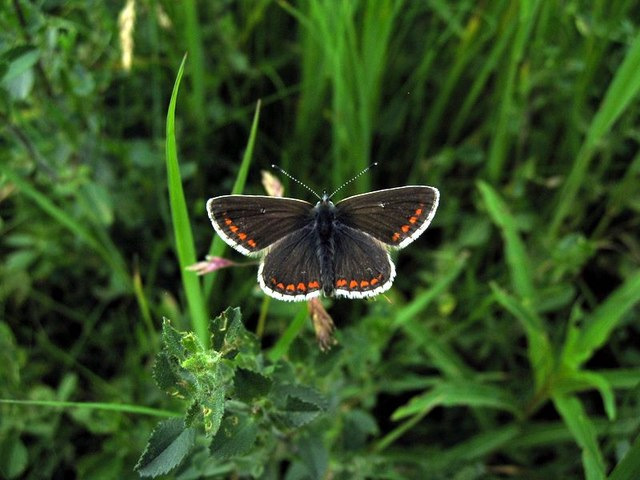
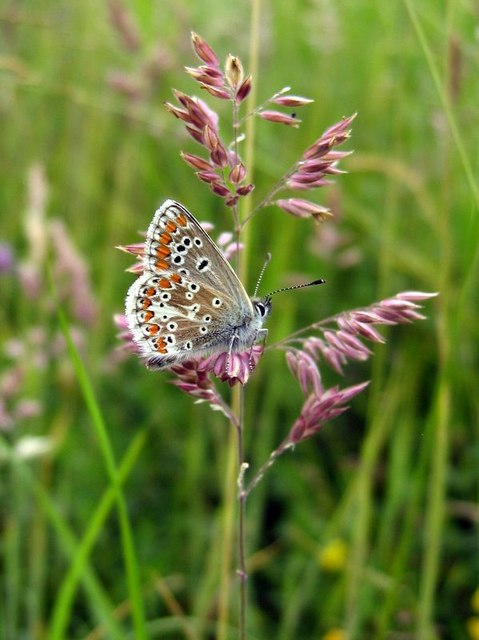
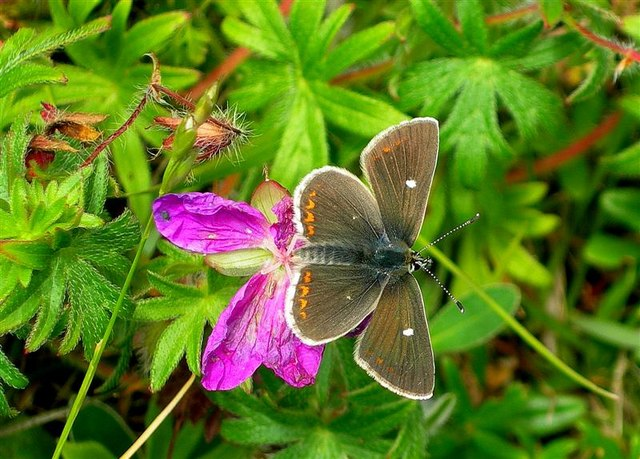
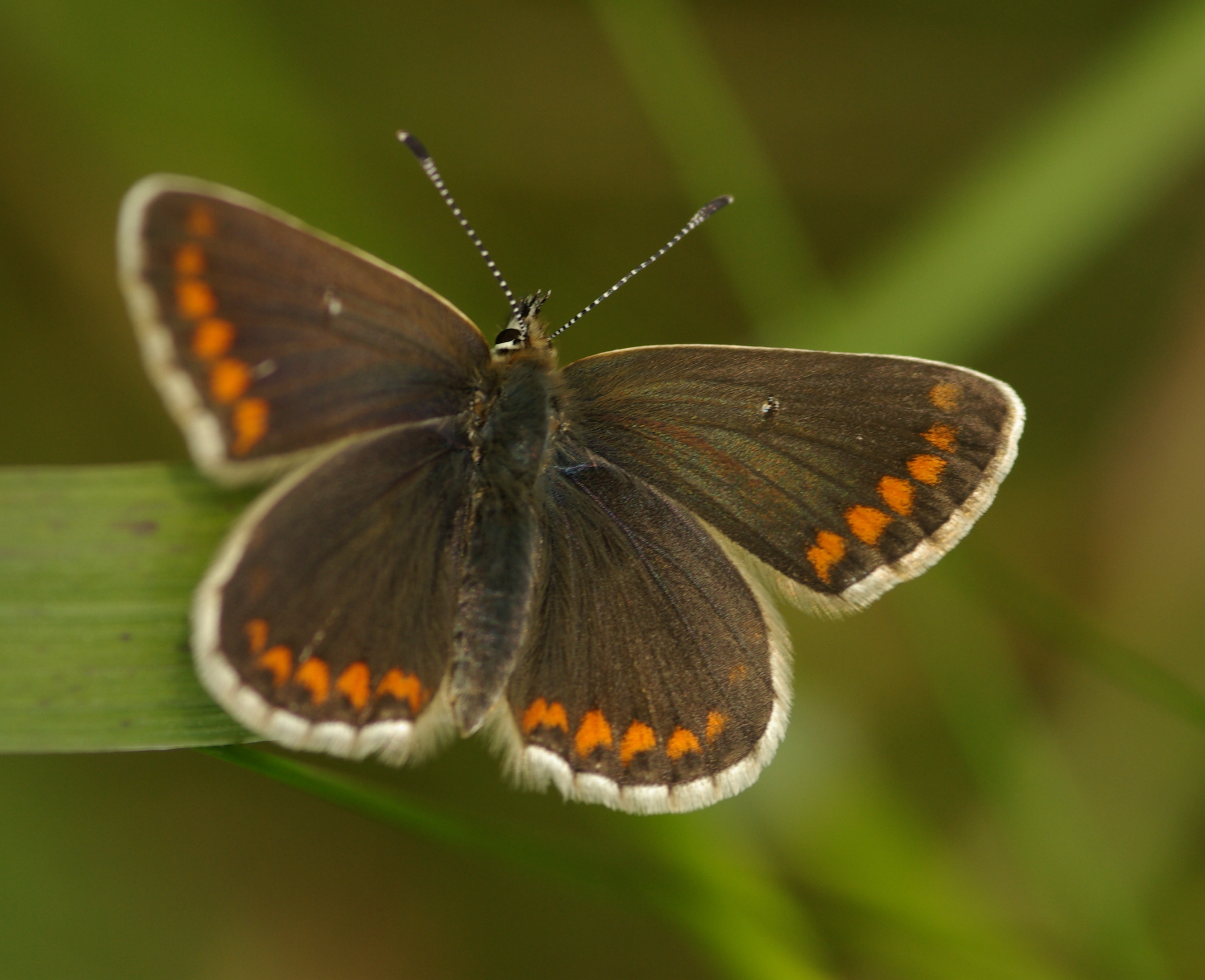
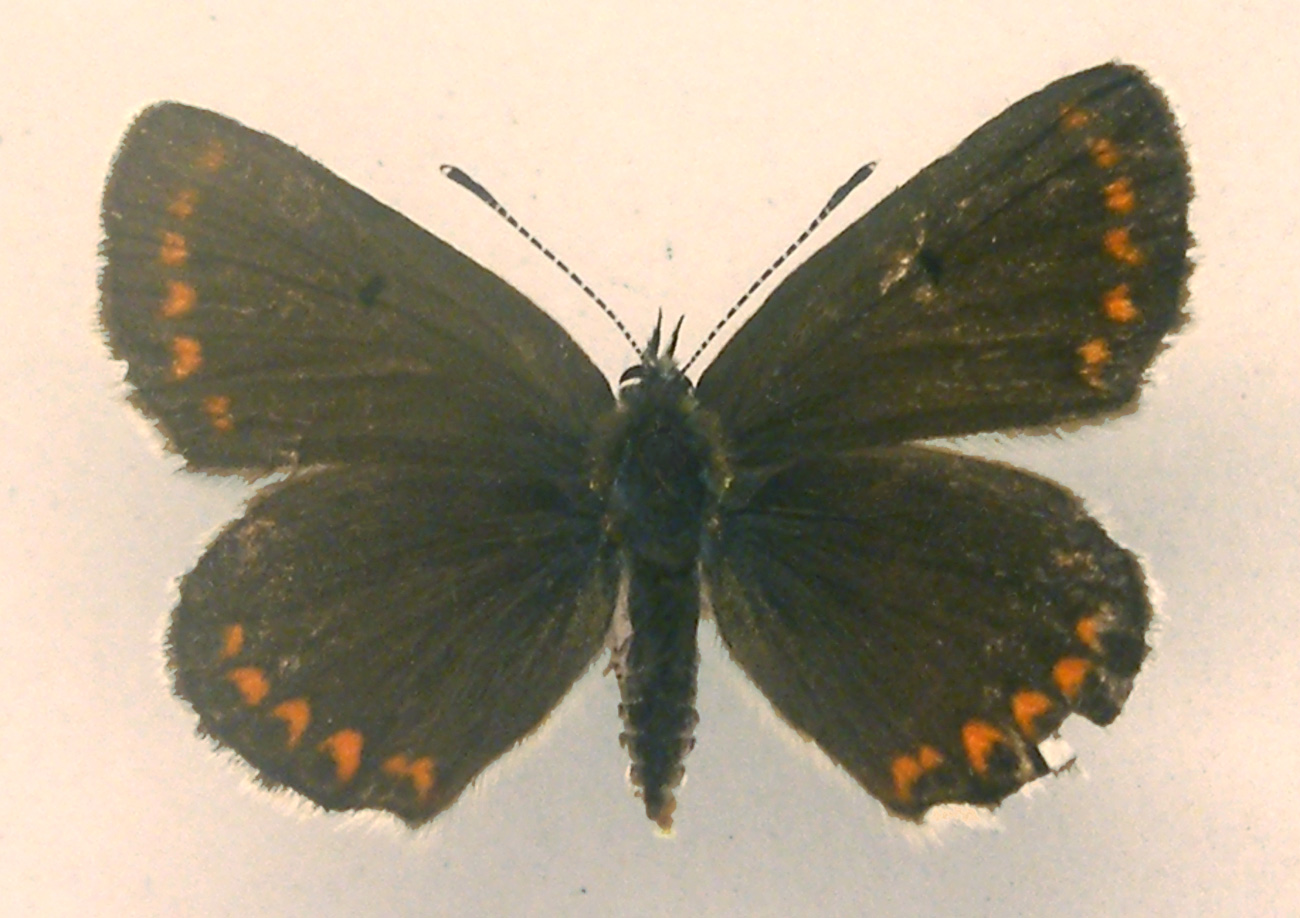